# ابراهیم ساکو
ابراهیم ساکو (انگلیسی: Ibrahim Sacko؛ زادهٔ ۲۴ مهٔ ۱۹۹۳) بازیکن فوتبال اهل فرانسه است.
از باشگاه‌هایی که در آن بازی کرده‌است می‌توان به باشگاه فوتبال والنسین اشاره کرد.